# Ehemalige Local Government Areas in Queensland
Die Local Government Areas (LGAs) von Queensland, Australien sind fest definierte Gebiete, in denen gesetzlich konstituierte, örtliche, staatliche Stellen, bekannt als Council (dt. Gemeinderat), bestimmte Aufgabe zukommen und Dienstleistungen zur Verfügung stellen. Die Größe und den Zuschnitt des Gebiets festzulegen liegt einzig in der Verantwortung der Regierung Queenslands.
In der Vergangenheit wurden zahlreiche LGAs, besonders in den Regionen South East Queensland und Darling Downs, fusioniert oder abgeschafft, teils freiwillig, teils unfreiwillig. Der bisher bedeutendste Schritt zur Verringerung der Councils fand im März 2008 statt, als 97 Local Government Areas und 20 indigene Councils in einem landesweiten Reformprozess neu geordnet wurden. Bis zu diesem Zeitpunkt bestand die Mehrzahl der Gemeinderäte unverändert über einen Zeitraum von Jahrzehnten, wovon einige sogar bis in die Gründerzeit der LGAs im Jahr 1879 zurückdatieren.

## Local Government Areas Reform im Jahr 2008
Im April 2007 wurde von der Beattie-Regierung ein umfangreicher Reformprozess angestoßen. Es wurde eine Kommission eingerichtet, die den Zuschnitt der LGAs in Queensland, mit Ausnahme der City of Brisbane, untersuchen sollte.
Auslöser waren eine Reihe von Councils in ländlichen Gebieten mit angespannter Finanzlage und nur geringen Bevölkerungszahlen, die zu einer früheren Zeit gegründet worden sind, als dies aufgrund von Industrie und Einwohnerzahlen noch gerechtfertigt war. Die Untersuchungskommission legt ihren Bericht am 27. Juli 2007 vor, indem sie massive Streichungen in der Zahl der Councils empfiehlt. Die neuen Regional Councils wurden um wichtige lokale Zentren und Hauptstädte angelegt, die nach einer Reihe von Kriterien ausgewählt wurden, wie Wirtschaftskraft, finanzielle Nachhaltigkeit und gemeinsame Interessen. Am 10. August 2007 passierten die Empfehlungen der Kommission, mit nur geringfügigen Anpassungen, mit dem Local Government (Reform Implementation) Act 2007 die Legislative. Es wurden Übergangskomitees mit dem Personal der alten LGAs eingerichtet. Mit den Wahlen der neuen Gemeinderäte am 15. März 2008 wurden diese obsolet und die neuen Councils nahmen ihre Arbeit auf.
| LGA                | Typ   | Sitz               | Region             | Gegründet | Fläche (km²) | Einw. 2006 | Anmerkung                                        |
| ------------------ | ----- | ------------------ | ------------------ | --------- | ------------ | ---------- | ------------------------------------------------ |
| Aramac             | Shire | Aramac             | Central West       | 1879      | 23,364.1     | 754        | Aufgegangen in Barcaldine                        |
| Atherton           | Shire | Atherton           | Far North          | 1879      | 623.1        | 11,483     | Aufgegangen in Tablelands                        |
| Barcaldine         | Shire | Barcaldine         | Central West       | 1892      | 8,448.4      | 1,818      | Aufgegangen in Barcaldine                        |
| Bauhinia           | Shire | Springsure         | Central Queensland | 1879      | 23,649.6     | 2,742      | Aufgegangen in Central Highlands                 |
| Beaudesert         | Shire | Beaudesert         | South East         | 1948      | 2,854.3      | 62,902     | Aufgeteilt zwischen Scenic Rim und Logan         |
| Belyando           | Shire | Clermont           | Central Queensland | 1865      | 30,281.3     | 11,823     | Aufgegangen in Isaac                             |
| Bendemere          | Shire | Yuleba             | Darling Downs      | 1911      | 3,926.8      | 962        | Aufgegangen in Maranoa                           |
| Biggenden          | Shire | Biggenden          | Wide Bay-Burnett   | 1905      | 1,314.5      | 1,506      | Aufgegangen in North Burnett                     |
| Blackall           | Shire | Blackall           | Central West       | 1879      | 16,366.8     | 1,524      | Aufgegangen in Blackall-Tambo                    |
| Boonah             | Shire | Boonah             | South East         | 1880      | 1,921.6      | 8,770      | Aufgegangen in Scenic Rim                        |
| Booringa           | Shire | Mitchell           | Darling Downs      | 1879      | 27,835.3     | 1,859      | Aufgegangen in Maranoa                           |
| Bowen              | Shire | Bowen              | North Queensland   | 1960      | 21,184.4     | 14,625     | Aufgegangen in Whitsunday                        |
| Broadsound         | Shire | St Lawrence        | Central Queensland | 1879      | 18,546.0     | 8,021      | Aufgegangen in Isaac                             |
| Bundaberg          | City  | Bundaberg          | Wide Bay-Burnett   | 1881      | 95.5         | 46,573     | Aufgegangen in Bundaberg                         |
| Bungil             | Shire | Roma               | Darling Downs      | 1880      | 13,336.9     | 2,242      | Aufgegangen in Maranoa                           |
| Burnett            | Shire | Bargara            | Wide Bay-Burnett   | 1994      | 2,000.8      | 27,232     | Aufgegangen in Bundaberg                         |
| Caboolture         | Shire | Caboolture         | South East         | 1879      | 1,224.4      | 132,459    | Aufgegangen in Moreton Bay                       |
| Cairns             | City  | Cairns             | Far North          | 1885      | 1,691.4      | 148,261    | Aufgegangen in Cairns                            |
| Calliope           | Shire | Calliope           | Central Queensland | 1879      | 6,547.2      | 17,002     | Aufgegangen in Gladstone                         |
| Caloundra          | City  | Caloundra          | South East         | 1912      | 1,093.1      | 90,341     | Aufgegangen in Sunshine Coast                    |
| Cambooya           | Shire | Greenmount         | Darling Downs      | 1914      | 638.5        | 5,652      | Aufgegangen in Toowoomba                         |
| Cardwell           | Shire | Tully              | Far North          | 1884      | 3,062.2      | 11,133     | Aufgegangen in Cassowary Coast                   |
| Charters Towers    | City  | Charters Towers    | North Queensland   | 1877      | 42.0         | 8,155      | Aufgegangen in Charters Towers                   |
| Chinchilla         | Shire | Chinchilla         | Darling Downs      | 1912      | 8,700.3      | 6,574      | Aufgegangen in Western Downs                     |
| Clifton            | Shire | Clifton            | Darling Downs      | 1879      | 867.5        | 2,549      | Aufgegangen in Toowoomba                         |
| Cooloola           | Shire | Gympie             | Wide Bay-Burnett   | 1993      | 2,968.8      | 36,956     | Aufgegangen in Gympie                            |
| Crows Nest         | Shire | Crows Nest         | Darling Downs      | 1913      | 1,629.9      | 12,595     | Aufgegangen in Toowoomba                         |
| Dalby              | Town  | Dalby              | Darling Downs      | 1863      | 47.9         | 9,857      | Aufgegangen in Western Downs                     |
| Dalrymple          | Shire | Charters Towers    | North Queensland   | 1879      | 68324.5      | 3,782      | Aufgegangen in Charters Towers                   |
| Douglas            | Shire | Mossman            | Far North          | 1879      | 2,436.7      | 16,754     | Aufgegangen in Cairns                            |
| Duaringa           | Shire | Duaringa           | Central Queensland | 1881      | 17,751.8     | 8,102      | Aufgegangen in Central Highlands                 |
| Eacham             | Shire | Malanda            | Far North          | 1910      | 1,126.4      | 6,589      | Aufgegangen in Tablelands                        |
| Eidsvold           | Shire | Eidsvold           | Wide Bay-Burnett   | 1890      | 4,809.4      | 876        | Aufgegangen in North Burnett                     |
| Emerald            | Shire | Emerald            | Central Queensland | 1902      | 10,362.2     | 16,082     | Aufgegangen in Central Highlands                 |
| Esk                | Shire | Esk                | Wide Bay-Burnett   | 1879      | 3,936.3      | 15,002     | Aufgegangen in Somerset                          |
| Fitzroy            | Shire | Gracemere          | Central Queensland | 1899      | 5,898.7      | 10,310     | Aufgegangen in Rockhampton                       |
| Gatton             | Shire | Gatton             | South East         | 1880      | 1,571.8      | 15,572     | Aufgegangen in Lockyer Valley                    |
| Gayndah            | Shire | Gayndah            | Wide Bay-Burnett   | 1879      | 2,709.3      | 2,911      | Aufgegangen in North Burnett                     |
| Gladstone          | City  | Gladstone          | Central Queensland | 1863      | 162.5        | 29,523     | Aufgegangen in Gladstone                         |
| Goondiwindi        | Town  | Goondiwindi        | Darling Downs      | 1888      | 14.6         | 4,873      | Aufgegangen in Goondiwindi                       |
| Herberton          | Shire | Herberton          | Far North          | 1895      | 9,607.0      | 5,563      | Aufgegangen in Tablelands                        |
| Hervey Bay         | City  | Torquay            | Wide Bay-Burnett   | 1917      | 2,356.3      | 56,427     | Aufgegangen in Fraser Coast                      |
| Ilfracombe         | Shire | Ilfracombe         | Central West       | 1895      | 6,575.5      | 279        | Aufgegangen in Longreach                         |
| Inglewood          | Shire | Inglewood          | Darling Downs      | 1879      | 5,876.7      | 2,575      | Aufgegangen in Goondiwindi                       |
| Isis               | Shire | Childers           | Wide Bay-Burnett   | 1886      | 1,702.2      | 6,663      | Aufgegangen in Bundaberg                         |
| Isisford           | Shire | Isisford           | Central West       | 1904      | 10,482.6     | 347        | Aufgegangen in Longreach                         |
| Jericho            | Shire | Alpha              | Central West       | 1913      | 21,864.9     | 920        | Aufgegangen in Barcaldine                        |
| Johnstone          | Shire | Innisfail          | Far North          | 1881      | 1,639.1      | 19,154     | Aufgegangen in Cassowary Coast                   |
| Jondaryan          | Shire | Oakey              | Darling Downs      | 1890      | 1,910.0      | 13,965     | Aufgegangen in Toowoomba                         |
| Kilcoy             | Shire | Kilcoy             | Wide Bay-Burnett   | 1912      | 1,445.2      | 3,424      | Aufgegangen in Somerset                          |
| Kilkivan           | Shire | Kilkivan           | Wide Bay-Burnett   | 1886      | 3,263.4      | 3,431      | Aufgegangen in Gympie                            |
| Kingaroy           | Shire | Kingaroy           | Wide Bay-Burnett   | 1912      | 2,420.3      | 12,285     | Aufgegangen in South Burnett                     |
| Kolan              | Shire | Gin Gin            | Wide Bay-Burnett   | 1879      | 2,650.6      | 4,638      | Aufgegangen in Bundaberg                         |
| Laidley            | Shire | Laidley            | South East         | 1888      | 700.6        | 14,311     | Aufgegangen in Lockyer Valley                    |
| Livingstone        | Shire | Yeppoon            | Central Queensland | 1879      | 11,776.3     | 29,950     | Aufgegangen in Rockhampton                       |
| Longreach          | Shire | Longreach          | Central West       | 1899      | 23,561.4     | 4,180      | Aufgegangen in Longreach                         |
| Mackay             | City  | Mackay             | Central Queensland | 1869      | 2,897.5      | 85,399     | Aufgegangen in Mackay                            |
| Mareeba            | Shire | Mareeba            | Far North          | 1919      | 53,610.8     | 18,561     | Aufgegangen in Tablelands                        |
| Maroochy           | Shire | Nambour            | South East         | 1890      | 1,162.7      | 151,599    | Aufgegangen in Sunshine Coast                    |
| Maryborough        | City  | Maryborough        | Wide Bay-Burnett   | 1861      | 1,233.9      | 26,597     | Aufgegangen in Fraser Coast                      |
| Millmerran         | Shire | Millmerran         | Darling Downs      | 1913      | 4,520.8      | 3,078      | Aufgegangen in Toowoomba                         |
| Mirani             | Shire | Mirani             | Central Queensland | 1916      | 3,280.2      | 5,404      | Aufgegangen in Mackay                            |
| Miriam Vale        | Shire | Miriam Vale        | Central Queensland | 1882      | 3,778.1      | 5,715      | Aufgegangen in Gladstone                         |
| Monto              | Shire | Monto              | Wide Bay-Burnett   | 1932      | 4,320.8      | 2,577      | Aufgegangen in North Burnett                     |
| Mount Morgan       | Shire | Mount Morgan       | Central Queensland | 1890      | 492.0        | 2,925      | Aufgegangen in Rockhampton                       |
| Mundubbera         | Shire | Mundubbera         | Wide Bay-Burnett   | 1915      | 4,192.8      | 2,236      | Aufgegangen in North Burnett                     |
| Murgon             | Shire | Murgon             | Wide Bay-Burnett   | 1914      | 664.7        | 3,454      | Aufgegangen in South Burnett                     |
| Murilla            | Shire | Miles              | Darling Downs      | 1879      | 6,075.8      | 2,758      | Aufgegangen in Western Downs                     |
| Nanango            | Shire | Nanango            | Wide Bay-Burnett   | 1888      | 1,735.4      | 9,049      | Aufgegangen in South Burnett                     |
| Nebo               | Shire | Nebo               | Central Queensland | 1883      | 10,034.6     | 4,359      | Aufgegangen in Isaac                             |
| Noosa              | Shire | Tewantin           | South East         | 1910      | 868.7        | 51,962     | Aufgegangen in Sunshine Coast                    |
| Peak Downs         | Shire | Capella            | Central Queensland | 1882      | 8,125.8      | 3,759      | Aufgegangen in Central Highlands                 |
| Perry              | Shire | Mount Perry        | Wide Bay-Burnett   | 1879      | 2,357.7      | 445        | Aufgegangen in North Burnett                     |
| Pine Rivers        | Shire | Strathpine         | South East         | 1888      | 774.5        | 140,103    | Aufgegangen in Moreton Bay                       |
| Pittsworth         | Shire | Pittsworth         | Darling Downs      | 1913      | 1,089.5      | 4,688      | Aufgegangen in Toowoomba                         |
| Redcliffe          | City  | Redcliffe          | South East         | 1888      | 41.3         | 51,332     | Aufgegangen in Moreton Bay                       |
| Rockhampton        | City  | Rockhampton        | Central Queensland | 1860      | 188.7        | 59,943     | Aufgegangen in Rockhampton                       |
| Roma               | Town  | Roma               | Darling Downs      | 1867      | 77.9         | 6,664      | Aufgegangen in Maranoa                           |
| Rosalie            | Shire | Goombungee         | Darling Downs      | 1879      | 2,200.7      | 8,893      | Aufgegangen in Toowoomba                         |
| Sarina             | Shire | Sarina             | Central Queensland | 1912      | 1,444.3      | 10,632     | Aufgegangen in Mackay                            |
| Stanthorpe         | Shire | Stanthorpe         | Darling Downs      | 1879      | 2,697.7      | 9,968      | Aufgegangen in Southern Downs                    |
| Tambo              | Shire | Tambo              | Central West       | 1881      | 14,083.8     | 615        | Aufgegangen in Blackall-Tambo                    |
| Tara               | Shire | Tara               | Darling Downs      | 1912      | 11,682.3     | 3,591      | Aufgegangen in Western Downs                     |
| Taroom             | Shire | Taroom             | Darling Downs      | 1879      | 18,644.5     | 2,340      | Aufgeteilt zwischen Banana (S) und Western Downs |
| Thuringowa         | City  | Thuringowa Central | North Queensland   | 1879      | 1,866.9      | 59,164     | Aufgegangen in Townsville (C)                    |
| Tiaro              | Shire | Tiaro              | Wide Bay-Burnett   | 1879      | 2,185.3      | 5,233      | Aufgeteilt zwischen Fraser Coast und Gympie      |
| Toowoomba          | City  | Toowoomba          | Darling Downs      | 1860      | 116.5        | 90,466     | Aufgegangen in Toowoomba                         |
| City of Townsville | City  | Townsville         | North Queensland   | 1866      | 1,868.7      | 95,464     | Aufgegangen in Townsville (C)                    |
| Waggamba           | Shire | Goondiwindi        | Darling Downs      | 1879      | 13,400.8     | 2,951      | Aufgegangen in Goondiwindi                       |
| Wambo              | Shire | Dalby              | Darling Downs      | 1879      | 5,709.7      | 5,178      | Aufgegangen in Western Downs                     |
| Warroo             | Shire | Surat              | Darling Downs      | 1881      | 13,657.4     | 1,095      | Aufgegangen in Maranoa                           |
| Warwick            | Shire | Warwick            | Darling Downs      | 1994      | 4,422.3      | 21,417     | Aufgegangen in Southern Downs                    |
| Whitsunday         | Shire | Proserpine         | North Queensland   | 1910      | 2,678.3      | 23,804     | Aufgegangen in Whitsunday                        |
| Wondai             | Shire | Wondai             | Wide Bay-Burnett   | 1910      | 3,577.6      | 4,375      | Aufgegangen in South Burnett                     |
| Woocoo             | Shire | Oakhurst           | Wide Bay-Burnett   | 1914      | 2,007.9      | 3,351      | Aufgegangen in Fraser Coast                      |

## Local Government Areas fusioniert in den 1990er
| LGA        | Typ   | Sitz              | Region             | Gegründet | Fläche (km²) | Einw. 1991 | Anmerkungen                                       |
| ---------- | ----- | ----------------- | ------------------ | --------- | ------------ | ---------- | ------------------------------------------------- |
| Albert     | Shire | Nerang            | South East         | 1949      | 1,223.8      | 143,697    | Aufgegangen in Gold Coast                         |
| Allora     | Shire | Allora            | Darling Downs      | 1869      | 702.0        | 2,132      | Aufgegangen in Warwick                            |
| Glengallan | Shire | Glengallan        | Darling Downs      | 1879      | 1,699.6      | 2,132      | Aufgegangen in Warwick                            |
| Gooburrum  | Shire | Bundaberg         | Wide Bay-Burnett   | 1886      | 1,312.6      | 7,117      | Aufgegangen in Bundaberg/Burnett                  |
| Gympie     | City  | Gympie            | Wide Bay-Burnett   | 1880      | 17.8         | 10,784     | Aufgegangen in Cooloola                           |
| Moreton    | Shire | Churchill         | South East         | 1916      | 1,787.8      | 46,722     | Aufgegangen in Ipswich                            |
| Mulgrave   | Shire | Cairns            | Far North          | 1879      | 2,820.1      | 40,614     | Shire of Cairns until 1940. Aufgegangen in Cairns |
| Pioneer    | Shire | Mackay            | Central Queensland | 1879      | 2,820.1      | 40,614     | Aufgegangen in Mackay                             |
| Rosenthal  | Shire | Rosenthal Heights | Darling Downs      | 1888      | 1,984.1      | 2,241      | Aufgegangen in Warwick                            |
| Warwick    | City  | Warwick           | Darling Downs      | 1861      | 25.1         | 10,393     | Aufgegangen in Warwick                            |
| Widgee     | Shire | Gympie            | Wide Bay-Burnett   | 1879      | 2,906.8      | 17,059     | Aufgegangen in Cooloola                           |
| Woongarra  | Shire | Bundaberg         | Wide Bay-Burnett   | 1885      | 722.4        | 16,491     | Aufgegangen in Bundaberg/Burnett                  |

## Sonstige ehemalige Local Government Areas
| LGA             | Typ   | Sitz            | Region           | Gegründet | Aufgelöst | Fläche (km²) | Anmerkungen                                      |
| --------------- | ----- | --------------- | ---------------- | --------- | --------- | ------------ | ------------------------------------------------ |
| Allora          | Town  | Allora          | Darling Downs    | 1869      | 1915      |              | Abolished and recreated as Shire                 |
| Barron          | Shire | Cairns          | Far North        | 1890      | 1919      |              | Aufgegangen in Cairns and Woothakata             |
| Beenleigh       | Shire | Beenleigh       | South East       | 1879      | 1948      | 260          | Aufgegangen in Albert                            |
| Bowen           | Town  | Bowen           | North Queensland | 1863      | 1960      | 12.3         | Aufgegangen in Shire of Bowen                    |
| Brassall        | Shire | Brassall        | South East       | 1879      | 1916      |              | Aufgegangen in Ipswich and Moreton               |
| Bundanba        | Shire | Bundamba        | South East       | 1879      | 1916      |              | Aufgegangen in Ipswich and Moreton               |
| Chillagoe       | Shire | Chillagoe       | Far North        | 1908      | 1932      | 4,005        | Aufgegangen in Woothakata                        |
| Cleveland       | Shire | Cleveland       | South East       | 1879      | 1948      | 73           | Aufgegangen in Redland                           |
| Cooktown        | Town  | Cooktown        | Far North        | 1876      | 1932      | 39           | Aufgegangen in Cook                              |
| Coolangatta     | Town  | Coolangatta     | South East       | 1914      | 1948      | 17           | Aufgegangen in Gold Coast                        |
| Coomera         | Shire | Coomera         | South East       | 1879      | 1948      | 305          | Aufgegangen in Albert und Beaudesert             |
| Daintree        | Shire | Daintree        | Far North        | 1879      | 1919      |              | Aufgegangen in Cook                              |
| Drayton         | Shire | Drayton         | Darling Downs    | 1887      | 1949      | 140          | Aufgegangen in Toowoomba und Cambooya            |
| Hann            | Shire | Maytown         | Far North        | 1879      | 1919      |              | Aufgegangen in Cook                              |
| Highfields      | Shire | Highfields      | Darling Downs    | 1879      | 1949      | 710          | Aufgegangen in Toowoomba und Crows Nest          |
| Hughenden       | Town  | Hughenden       | North West       | 1887      | 1958      | 67           | Aufgegangen in Flinders                          |
| Mutdapilly      | Shire | Mutdapilly      | South East       | 1879      | 1905      |              | Aufgegangen in Rosewood                          |
| Nerang          | Shire | Nerang          | South East       | 1879      | 1948      | 635          | Aufgegangen in Albert, Beaudesert und Gold Coast |
| Normanby        | Shire | Normanby        | South East       | 1890      | 1949      | 600          | Aufgegangen in Moreton und Boonah                |
| Purga           | Shire | Purga           | South East       | 1879      | 1916      |              | Aufgegangen in Moreton                           |
| Rosewood        | Shire | Rosewood        | South East       | 1890      | 1949      | 635          | Aufgegangen in Moreton                           |
| Southport       | Town  | Southport       | South East       | 1883      | 1948      | 105          | Shire bis 1918. Aufgegangen in Gold Coast        |
| Tamborine       | Shire | Tamborine       | South East       | 1890      | 1948      | 710          | Aufgegangen in Beaudesert                        |
| Thursday Island | Town  | Thursday Island | Far North        | 1912      | 1952      | 3.2          | Replaced by administrators                       |
| Tingalpa        | Shire | Mount Cotton    | South East       | 1879      | 1948      | 260          | Aufgegangen in Redland und Albert                |
| Walsh           | Shire | Irvinebank      | Far North        | 1889      | 1932      | 8,490        | Aufgegangen in Woothakata                        |
| Walloon         | Shire | Walloon         | South East       | 1879      | 1916      |              | Aufgegangen in Rosewood                          |
| Wangaratta      | Shire | Bowen           | North Queensland | 1879      | 1960      | 23,070       | Aufgegangen in Bowen                             |
| Waterford       | Shire | Waterford       | South East       | 1879      | 1948      | 350          | Aufgegangen in Albert und Beaudesert             |